# Tyson Chandler
Tyson Cleotis Chandler (Hanford, California; 2 de octubre de 1982) es un exjugador y entrenador de baloncesto estadounidense. Mide 2,13 metros y jugaba en la posición de pívot. 
Desde 2021 se desempeña como entrenador encargado del desarrollo de jugadores para los Dallas Mavericks.

## Trayectoria deportiva

### High School
Chandler fue al Dominguez High School de Compton (California), y fue elegido en el equipo McDonald's All America de High School, que selecciona los mejores jugadores de instituto del país. En su año júnior, Chandler promedió 20 puntos, 12 rebotes, 6 asistencias y 3 tapones. 
Antes de dar el paso directamente a la NBA, durante su año sénior en el instituto, Chandler lideró al equipo al campeonato estatal (31–4), promediando 26 puntos, 15 rebotes, y 8 tapones por partido.

### Profesional

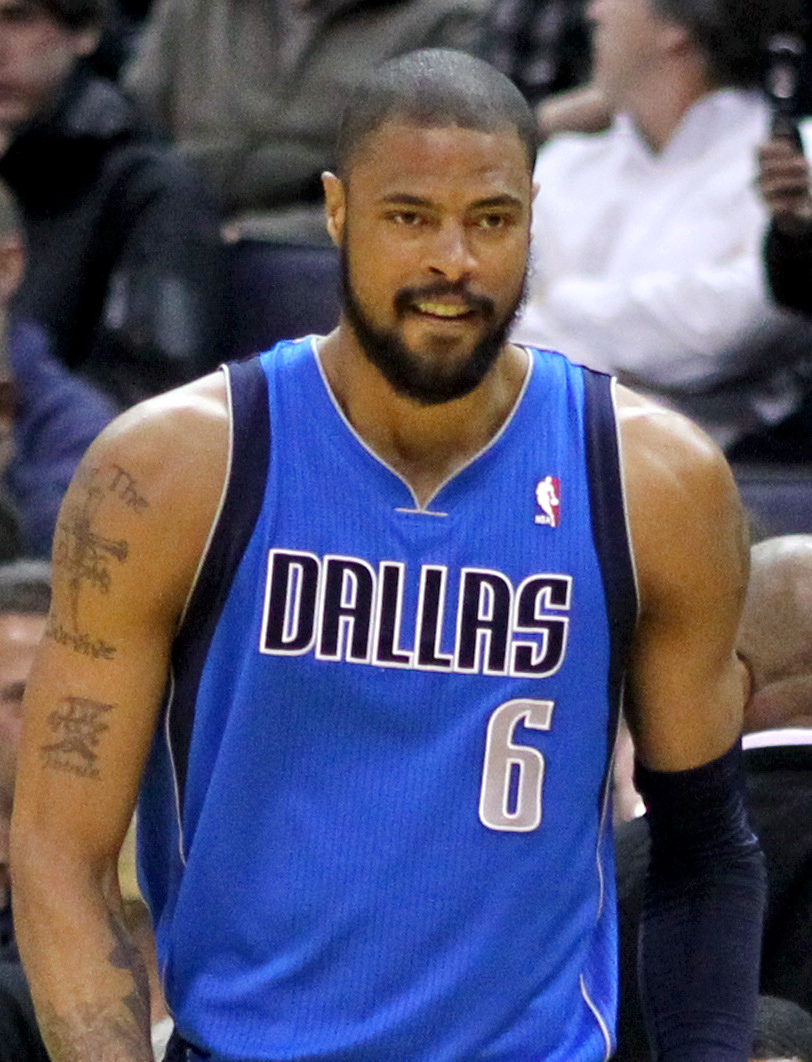
Chandler con los Mavericks en 2011.

Fue elegido en la segunda posición del Draft de la NBA de 2001 por Los Angeles Clippers, club que inmediatamente traspasó sus derechos a Chicago Bulls a cambio del Rookie del Año Elton Brand. Su trayectoria en Chicago no fue todo lo brillante que se esperaba. Problemas de lesiones en la espalda, unido a un problema de faltas personales en juego, hicieron que no se convirtiera en un jugador determinante. Destacó sobre todo en defensa, con su poder de intimidación y su aportación en el rebote, hecho este último que se vio con más claridad en la temporada  2006-07, cuando fue traspasado a New Orleans Hornets a cambio de J.R. Smith y P.J. Brown, convirtiéndose en el máximo reboteador ofensivo de la liga, con 320 capturas (4,4 por partido).
El 27 de julio de 2009 fue traspasado a Charlotte Bobcats a cambio de Emeka Okafor.
El 13 de julio de 2010, Chandler fue traspasado a Dallas Mavericks junto con Alexis Ajinça a cambio de Matt Carroll, Erick Dampier y Eduardo Nájera.
El 12 de junio de 2011, se proclamó campeón de la NBA con los Mavericks, derrotando en la final a los Heat de LeBron James. 
La temporada siguiente, el 10 de diciembre de 2011, Chandler firma con New York Knicks. Fue elegido Jugador Defensivo del Año en la temporada 2011-12, siendo el primer jugador de la franquicia de los Knicks que logra esta distinción. También fue elegido para conformar el 3.er Mejor Quinteto de la NBA esa temporada y fue líder la liga en porcentaje de tiros de campo.
El 25 de junio de 2014, Chandler junto al base de los New York Knicks Raymond Felton, fueron enviados a los Dallas Mavericks a cambio de Shane Larkin, Wayne Ellington, José Manuel Calderón, Samuel Dalembert y dos selecciones de segunda ronda en el Draft de la NBA de 2014. El movimiento reunió a Chandler con su compañero de equipo Dirk Nowitzki y con el entrenador Rick Carlisle, los cuales junto a Chandler formaron parte del campeonato de los Dallas Mavericks en la temporada 2010-11 de la NBA.
En julio de 2015 firma como agente libre por Phoenix Suns por un total de cuatro temporadas y más de 50 millones de dólares.
Tras tres años en Phoenix, al inicio de la temporada 18/19, el 4 de noviembre de 2018, la franquicia y el jugador llegan a un acuerdo de rescisión de contrato. Dos días después, el 6 de noviembre, firma un contrato con Los Angeles Lakers.
El 12 de julio de 2019, firma por una temporada con los Houston Rockets.

### Selección nacional

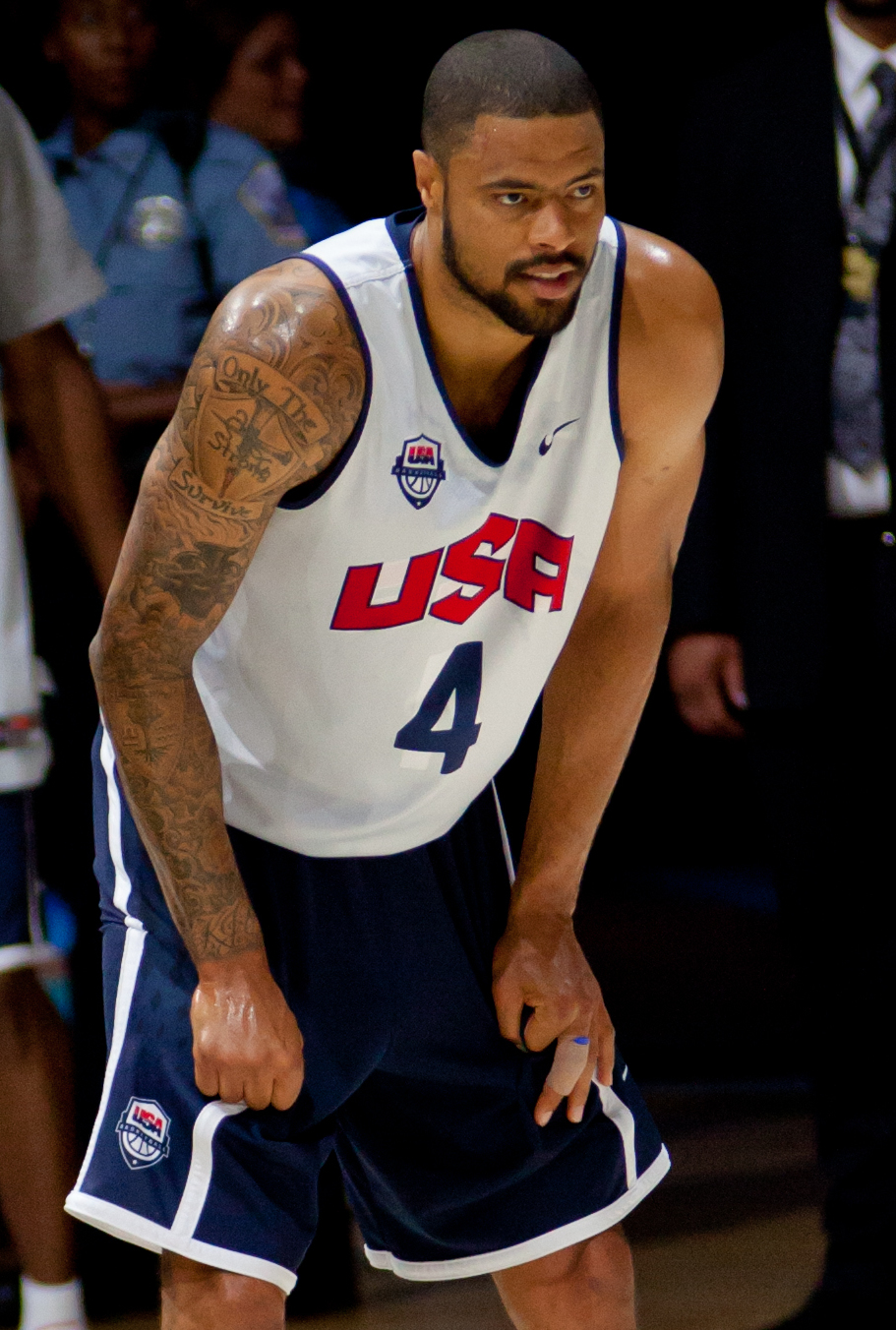
Chandler con el "USA Team" en 2012

Chandler fue parte de la primera preselección de la selección de baloncesto de Estados Unidos para la participación en Pekín 2008.
Dos años más tarde, Chandler fue miembro del "Team USA" que participó en el Mundial de 2010, donde la selección estadounidense se llevó el oro, primer mundial desde 1994. Jugó en los nueve partidos como pívot suplente, promediando 2.6 puntos y 2.7 rebotes, con un porcentaje de tiro del 64.3%.
Chandler fue elegido por Estados Unidos para disputar los JJ. OO. de Londres 2012, donde fue el pívot titular. El "Team USA" acabó invicto en el torneo, y se llevó la medalla de oro frente a la selección española en la final (107–100).

### Entrenador
Desde mediados de 2021, se desempeña como asistente de los Dallas Mavericks, encargado del desarrollo de jugadores.

## Estadísticas de su carrera en la NBA
|  | Líder de la liga                                      |
|  | Denota temporadas en las que el fue Campeón de la NBA |

### Temporada regular
| Año      | Equipo      | PJ    | PT  | MPP  | %TC  | %3P  | %TL   | RPP  | APP | ROB | TPP | PPP  |
| -------- | ----------- | ----- | --- | ---- | ---- | ---- | ----- | ---- | --- | --- | --- | ---- |
| 2001-02  | Chicago     | 71    | 31  | 19.6 | .497 | .000 | .604  | 4.8  | 0.8 | 0.4 | 1.3 | 6.1  |
| 2002-03  | Chicago     | 75    | 68  | 24.4 | .531 | .000 | .608  | 6.9  | 1.0 | 0.5 | 1.4 | 9.2  |
| 2003-04  | Chicago     | 35    | 8   | 22.3 | .424 | .000 | .669  | 7.7  | 0.7 | 0.5 | 1.2 | 6.1  |
| 2004-05  | Chicago     | 80    | 10  | 27.4 | .494 | .000 | .673  | 9.7  | 0.8 | 0.9 | 1.8 | 8.0  |
| 2005-06  | Chicago     | 79    | 50  | 26.8 | .565 | .000 | .503  | 9.0  | 1.0 | 0.5 | 1.3 | 5.3  |
| 2006-07  | New Orleans | 73    | 73  | 34.6 | .624 | .000 | .527  | 12.4 | 0.9 | 0.5 | 1.8 | 9.5  |
| 2007-08  | New Orleans | 79    | 79  | 35.2 | .623 | .000 | .593  | 11.7 | 1.0 | 0.6 | 1.1 | 11.8 |
| 2008-09  | New Orleans | 45    | 45  | 32.1 | .565 | .000 | .579  | 8.7  | 0.5 | 0.3 | 1.2 | 8.8  |
| 2009-10  | Charlotte   | 51    | 27  | 22.8 | .574 | .000 | .732  | 6.3  | 1.1 | 0.3 | 1.1 | 6.5  |
| 2010-11  | Dallas      | 74    | 74  | 27.8 | .654 | .000 | .732  | 9.4  | 0.4 | 0.5 | 1.1 | 10.1 |
| 2011-12  | New York    | 62    | 62  | 33.2 | .679 | .000 | .689  | 9.9  | 0.9 | 0.9 | 1.4 | 11.3 |
| 2012-13  | New York    | 66    | 66  | 32.8 | .638 | .000 | .694  | 10.7 | 0.9 | 0.6 | 1.1 | 10.4 |
| 2013-14  | New York    | 55    | 55  | 30.2 | .593 | .000 | .632  | 9.6  | 1.1 | 0.7 | 1.1 | 8.7  |
| 2014-15  | Dallas      | 75    | 75  | 30.5 | .666 | .000 | .720  | 11.5 | 1.1 | 0.6 | 1.2 | 10.3 |
| 2015-16  | Phoenix     | 66    | 60  | 24.5 | .583 | .000 | .620  | 8.7  | 1   | 0.5 | 0.7 | 7.2  |
| 2016-17  | Phoenix     | 47    | 46  | 27.6 | .671 | .000 | .734  | 11.5 | 0.6 | 0.7 | 0.5 | 8.4  |
| 2017-18  | Phoenix     | 46    | 46  | 25.0 | .647 | .000 | .617  | 9.1  | 1.2 | 0.3 | 0.6 | 6.5  |
| 2018-19  | Phoenix     | 7     | 0   | 12.7 | .667 | .000 | .556  | 5.6  | .9  | .3  | .1  | 3.7  |
| 2018-19  | L.A. Lakers | 48    | 6   | 16.4 | .609 | .000 | .594  | 5.6  | .6  | .4  | .5  | 3.1  |
| 2019-20  | Houston     | 26    | 5   | 8.4  | .778 | .000 | .462  | 2.5  | .2  | .2  | .3  | 1.3  |
| Total    | Total       | 1.160 | 886 | 27.3 | .597 | .000 | .644  | 9.0  | .8  | .5  | 1.2 | 8.2  |
| All-Star | All-Star    | 1     | 0   | 17.0 | .400 | .000 | 1.000 | 8.0  | .0  | .0  | .0  | 7.0  |

### Playoffs
| Año   | Equipo      | PJ | PT | MPP  | %TC  | %3P  | %TL  | RPP  | APP | ROB | TPP | PPP  |
| ----- | ----------- | -- | -- | ---- | ---- | ---- | ---- | ---- | --- | --- | --- | ---- |
| 2005  | Chicago     | 6  | 0  | 28.7 | .475 | .000 | .696 | 9.7  | 1.3 | .2  | 2.2 | 11.7 |
| 2006  | Chicago     | 6  | 0  | 17.3 | .667 | .000 | .300 | 4.5  | .5  | .3  | .3  | 1.8  |
| 2008  | New Orleans | 12 | 12 | 34.3 | .632 | .000 | .625 | 10.3 | .4  | .4  | 1.7 | 8.0  |
| 2009  | New Orleans | 4  | 4  | 23.5 | .500 | .000 | .500 | 5.3  | .5  | .5  | .2  | 3.8  |
| 2010  | Charlotte   | 4  | 0  | 15.0 | .545 | .000 | .667 | 2.5  | .5  | .5  | .8  | 3.5  |
| 2011  | Dallas      | 21 | 21 | 32.4 | .582 | .000 | .679 | 9.2  | .4  | .6  | .9  | 8.0  |
| 2012  | New York    | 5  | 5  | 33.4 | .440 | .000 | .600 | 9.0  | .8  | 1.4 | 1.4 | 6.2  |
| 2013  | New York    | 12 | 12 | 29.2 | .538 | .000 | .750 | 7.3  | .3  | .7  | 1.2 | 5.7  |
| 2015  | Dallas      | 5  | 5  | 32.0 | .655 | .000 | .500 | 10.8 | .2  | .6  | 1.2 | 10.2 |
| 2020  | Houston     | 1  | 0  | 0.0  | .000 | .000 | .000 | 0.0  | 0.0 | 0.0 | 0.0 | 0.0  |
| Total | Total       | 76 | 59 | 28.9 | .566 | .000 | .628 | 8.1  | .5  | .6  | 1.1 | 6.9  |

## Vida personal
Tyson, hijo de Frank Chandler y de Vernie Re Threadgill, hasta los 10 años, creció junto a su abuelo en una granja en California.
Su hermana, Erica, jugó también al baloncesto para la Universidad Pepperdine. Tiene otros tres hermanos: Terrell, Tervon, y Ryan.
Chandler y su esposa Kimberly se casaron en 2005 y tienen tres hijos. La pareja organizó una colecta humanitaria para ayudar a la comnuidad de New Orleans tras el Huracán Katrina.
Chandler fue portada de un zine limitado a 100 copias titulado "Tyson Chandler". Este magazine fue creado en otoño de 2011 por Camilla Venturini y el fotógrafo Ari Marcopoulos, como parte de un artículo del Wall Street Journal.
En 2016, Chandler se unió a UNICEF en la campaña "Kid Power" durante su misión en Uganda, en un esfuerzo por luchar contra la desnutrición global e infantil, a través de la primera campaña wearable for good.